# أيقونة المسيح والأباتي ميناس

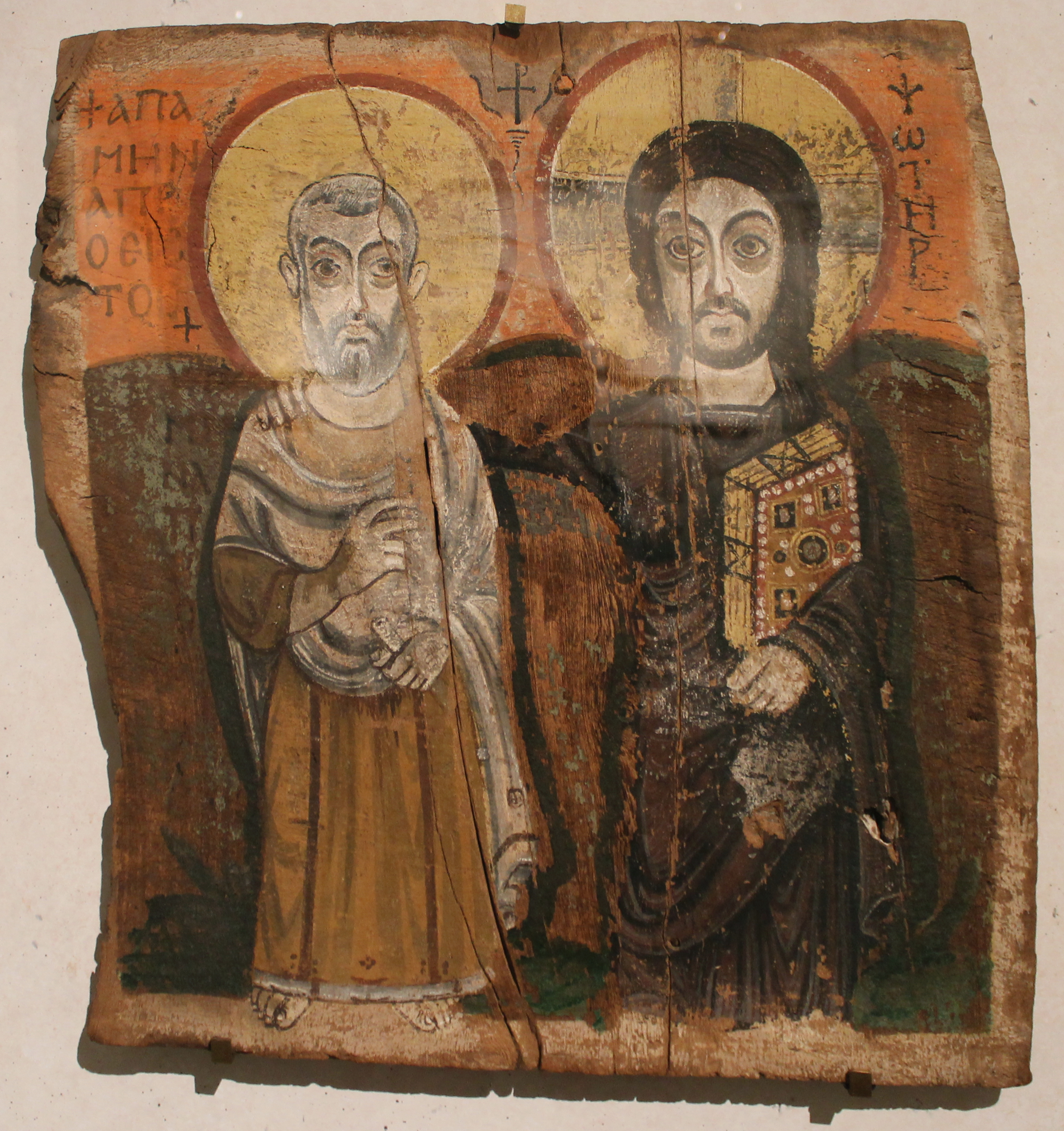
أيقونة المسيح والأباتي ميناس، متحف اللوفر، باريس

أيقونة المسيح والأباتي ميناس (بالفرنسية: L'Icône du Christ et de l'Abbé Ménas) لوحة قبطية موجودة الآن في متحف اللوفر في باريس. الأيقونة عبارة عن لوحة فنية على الخشب تم إحضارها من دير أبولو في باويت، مصر. مقياس الأيقونة حوالي 57 × 57 سم (22 7/16 × 22 7/16 بوصة) وهو 2سم سمك. تعرضت الأيقونة للتلف على مر السنين مع فقد بعض الصبغة ولديها شقوقان رأسية تمر عبر الصورة، ولكن لا يزال من الممكن صنعها بسهولة.

## الوصف
يعود تاريخ الأيقونة إلى القرن الثامن، وهي تصور المسيح بهالة صليبية خلفه ويقف بجانبه والأباتي ميناس (من القرن الخامس، لا ينبغي الخلط بينه وبين القديس ميناس شهيد أوائل القرن الرابع) AD) الذي يصور أيضًا بهالة تشير إلى قداسته.  نحن نعلم أن الأيقونة هي ليسوع المسيح ورئيس الدير لأن هناك كتابة فوق رأس كل منهما توضح «ΨΟΤΕΡ (مخلص)» و «ΑΠΑ ΜΗΝΑ ΠΡΟΕΙCΤΟC (الأب مينا، وصي)» عند ترجمتها.  مع الكتاب المقدس المصمم بشكل مزخرف بالجواهر التي تزين الغلاف في يده اليسرى ويده اليمنى على الكتف البعيد لرئيس الدير، يؤكد المسيح الحماية على مينا. الاثنان جنبًا إلى جنب مع كون رئيس الدير أصغر قليلاً عند المقارنة، ممسكًا باللفافة في يد واليد الأخرى تشير إلى حركة مباركة. 
المسيح، بذراعه حول رئيس الدير، يعطي نوعًا من «التعريف بالناس» حيث يأخذ مكانه مع الملائكة.  يظهر كلاهما مرتديًا سترة طويلة وبرّاحة، رغم اختلاف الألوان. (المسيح باللون الأرجواني مع تسليط الضوء الأزرق والمينا باللون البني.)  للمسيح لحية صغيرة مستديرة وشارب وشعر طويل مموج ومينا شيب الشعر وذات لحية.  تهدف العيون الكبيرة بشكل ملحوظ إلى المبالغة في تكوينها. من الواضح أن التدرجات اللونية حيث الخلفية بها تلال خضراء وبنية تمتزج في سماء ذات لون مشمشي هي تصميم من القرن السادس، مما يدل على القبطية، أكبر مجموعة مسيحية في المنطقة. طورت الكنيسة المصرية تقاليدها الفنية الخاصة خلال القرن السادس واستخدمتها في إنشاء هذه الأيقونة وغيرها من مثلها.

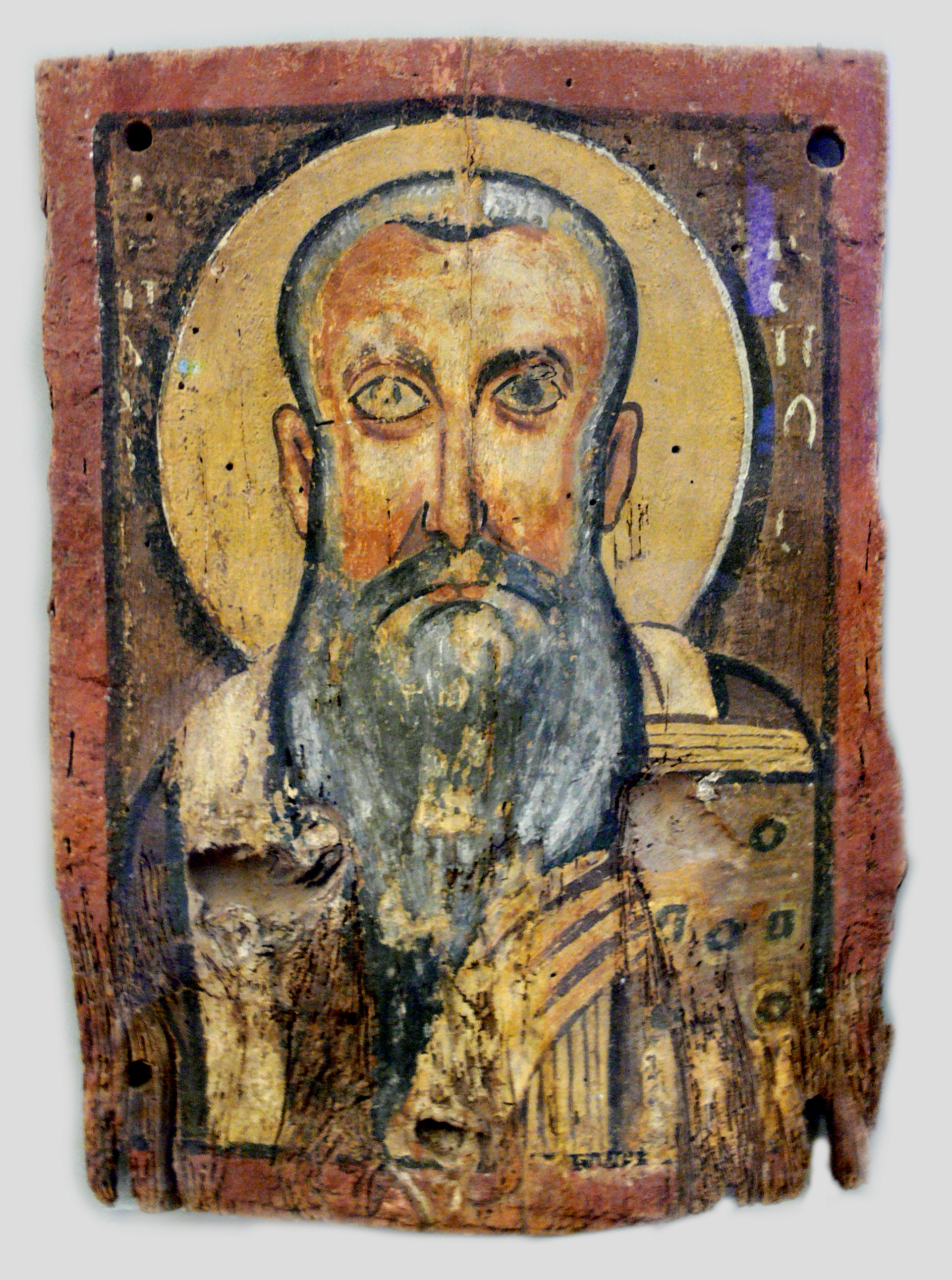
أبونا إبراهيم المطران متحف بود برلين

## دير باويت
عندما تم التنقيب في دير باويت، تم اكتشاف العديد من الأعمال الأخرى إلى جانب أيقونة المسيح هذه. تم العثور على غرف كاملة مغطاة بأيقونات قديسين وأيقونة واحدة أُزيلت أيضًا من الدير، أبانا إبراهيم الأسقف.  لأن فكرة القداسة كانت في مرحلة انتقالية، تم إنشاء العديد من الأعمال لتشبه تلك التي تشير إلى أن الصورة هي لقديس؛ كان هذا لضمان الاعتراف بالشخص لاحقًا كقديس، فلن تكون هناك حاجة لتنقيح الصورة.  الدير، الذي يقع على الضفة الغربية لنهر النيل، تم التنقيب عنه في القرن العشرين من قبل فريق من المعهد الفرنسي للآثار الشرقية بقيادة جان كليديه وجان ماسبيرو.

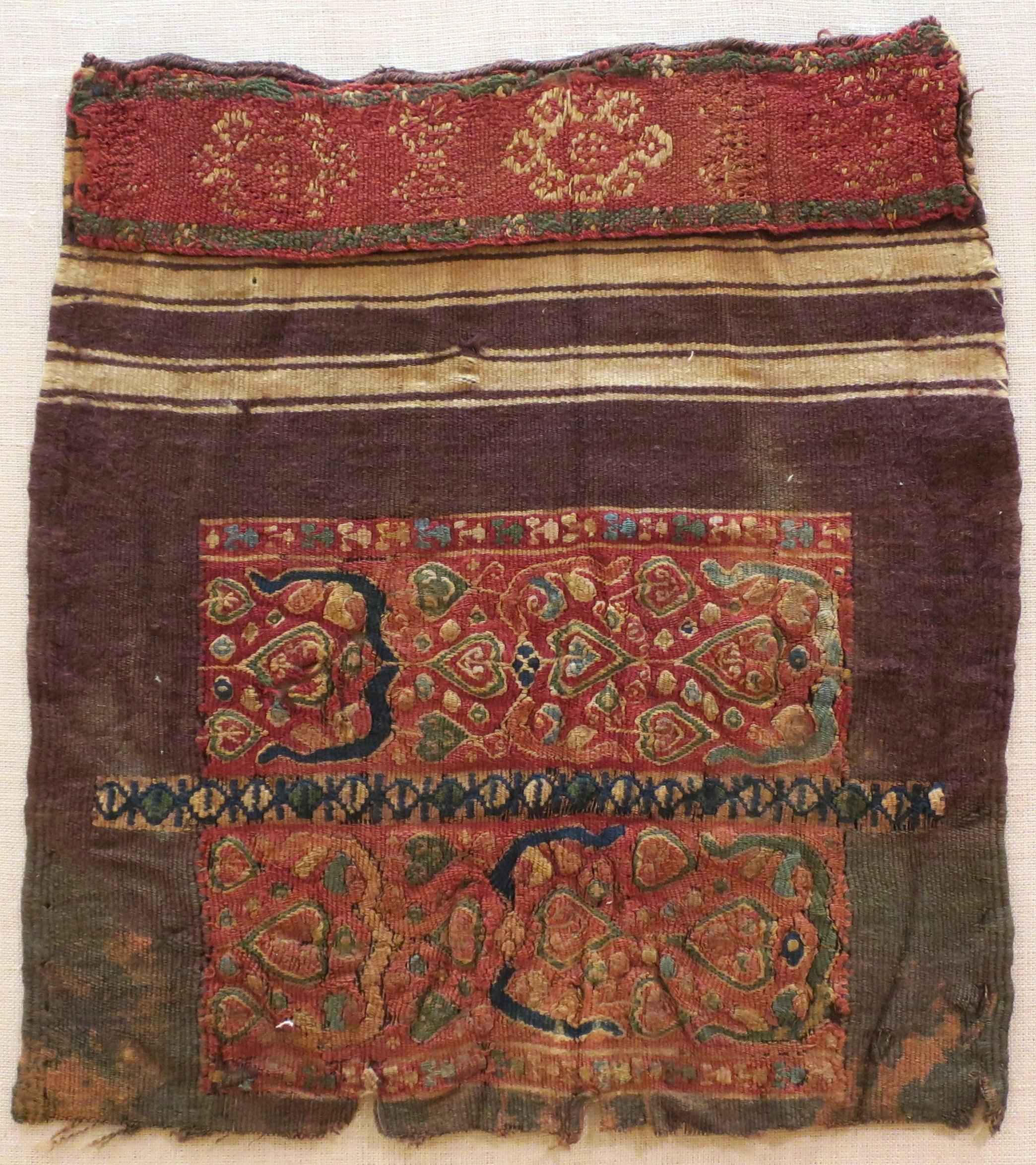
عينة نسيج قبطية، القرن الرابع أو الخامس، متحف لوي للفنون